# M60 (metralhadora)
A M60, oficialmente Metralhadora dos Estados Unidos, Calibre 7,62 mm, M60, é uma arma do tipo metralhadora média calibre 7,62x51mm NATO, designada GPMG (General Purpose Machine Gun) que desde a sua produção tem estado ao serviço dos Estados Unidos e outros países como arma de suporte a um esquadrão ou montada em tanques, helicópteros e outros veículos. Sofreu ao longo dos anos inúmeras atualizações, e tem sido substituída pela FN MAG em várias funções.

## Características

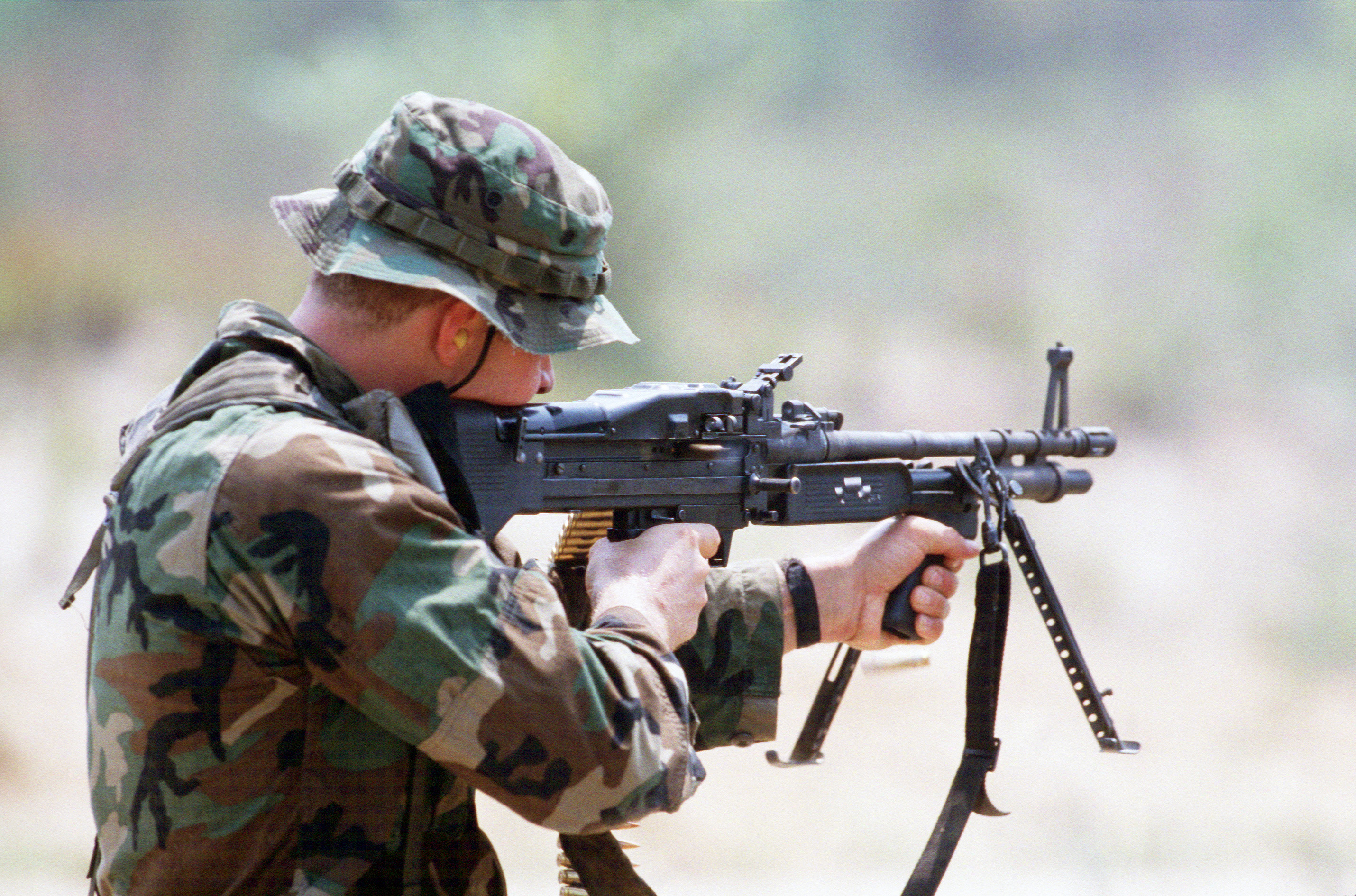
Um Navy Seal com sua M60.

A M60 é uma metralhadora arrefecida por ar, operada a gás e dispara de uma culatra aberta. É municiada por uma cinta de 100 munições e possui um bipé. É usada majoritariamente como arma para fogo de supressão tendo alcance eficaz para alvo de área e montada num tripé de 1100m, para um alvo de área e bipé da arma de 800m, alvo de ponto de 600m, alvo móvel de 200m. A doutrina dos US Marine Corps diz que a M60 tem alcance eficaz de 1.500m nas mãos de um atirador experiente.
Quando foi oficialmente adotada em 1957 a M60 apresentava muitas falhas na sua construção. Quando testada no terreno era razoavelmente eficaz mas no curso da guerra do Vietname e demonstrou vários problemas. Entre eles era o facto de ser pesada, apesar de ser a arma do seu tipo de entre as mais leves. A queixa mais comum dos soldados era que a arma era pouco fiável, tendia a encravar e tinha outras avarias quando ganhava sujidade, facto que levou as Forças Armadas Israelitas a não querer adotar esta arma. O seletor de tiro funcionava "ao contrário", dado que as posições de fogo e segurança eram no sentido contrário ao da M16 e da Colt M1911. Se certas partes no grupo do gatilho fossem mal montadas, era possível a arma disparar continuamente depois de atuado o gatilho e mesmo depois de lá tirar o dedo. Acontecia também partir invólucros no ciclo de extração, encravando e consequentemente demorava a desencravar. O modelo original continha uma pega que podia ficar presa no equipamento do portador e fazer cair o cano, parte esta que foi substituída por um botão. Havia também alguns problemas relativos às peças serem demasiado finas e poderem dobrar ou partir, e outras peças de fácil desgaste, algo que foi evitado construindo peças mais fortes. Havia ainda o problema do cano que, quando tinha de ser mudado devido a altos ritmos de fogo e consequente subida de temperatura, tinha de ser mudado com luvas porque as mãos tinham de segurar no próprio cano, e cada cano vinha com o seu próprio bipé o que significava um desmantelamento parcial da arma para a troca de cano. Estas falhas levaram tropas americanas a adotar a M1918A2 BAR durante mais alguns anos como arma de apoio ao esquadrão.

## Variantes

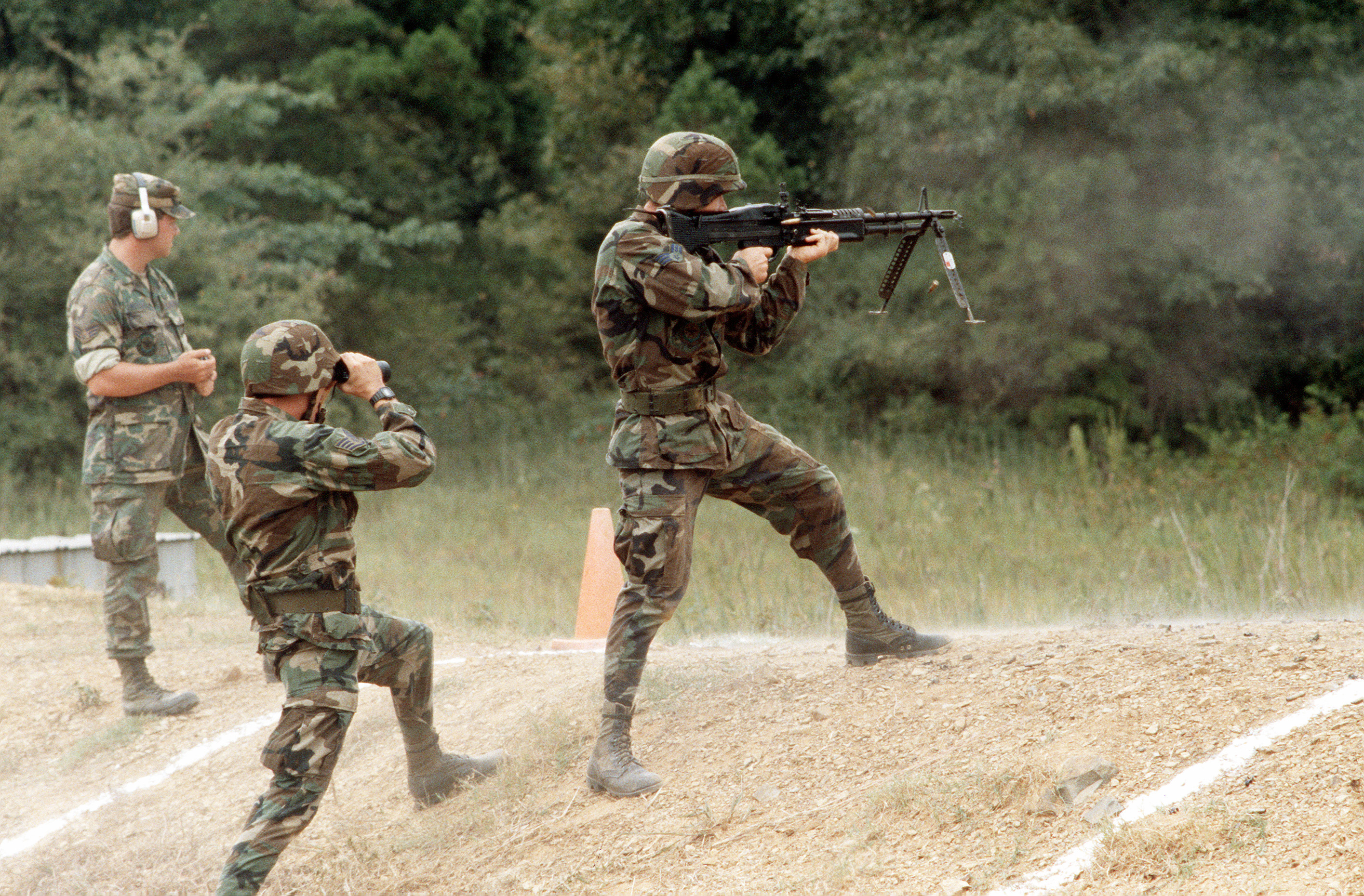
Disparando uma metralhadora M60 da posição de pé durante a competição DEFENDER CHALLENGE '88

Ao longo dos anos a M60 sofreu várias revisões para retificar problemas ou para adaptação da arma a veículos.
As principais variações incluem a M60E1 (uma versão melhorada que não entrou em produção), a M60E2 (uma versão projetada para ser usada em montagens fixas como coaxial para veículos blindados ou em sistemas de armamento de helicópteros), a M60E3 (uma versão leve) E a M60E4 (outra versão melhorada, designada Mk 43 Mod 0 pela Marinha dos EUA ).
O M60C foi adotado para uso em montagens fixas em aeronaves. Foi caracterizado pelo uso de um solenoide elétrico para operar o gatilho e um sistema hidráulico para carregar a arma. O M60D diferiu do modelo base, empregando pinças, um sistema de avistamento diferente e sem antebraço. Usou-se tipicamente como uma arma da porta em helicópteros ou como uma arma montada em pinhão como no tanque Tipo 88 K1.
Existem muitas variantes menores entre cada tipo, entre os fabricantes de armas de fogo, e ao longo do tempo.

### Resumo das variantes
- T161 - Desenho experimental da M60.
- M60 - Modelo básico da arma, que entrou ao serviço em 1957.
- M60E1 - Versão melhorada que não chegou a entrar em produção em larga escala. As principais diferenças residem no manipulo para substituição do cano e no bipé que ficou integrado no tubo de gás em vez do cano. Diferenças estas aproveitadas nas versões seguintes.
- M60E2 - Versão usada em veículos como arma co-axial. Esta versão não possui manípulos ou coronhas e é eletricamente disparada, apesar de ter um disparo mecânico para redundância. O tubo de gás foi estendido a todo o comprimento da arma.
- M60B - Versão de pouca duração substituída pela versão M60D criada para uso em helicópteros. Não era montada, simplesmente apoiada, não tinha bipé e tinha uma coronha diferente.
- M60C - Versão para uso em aeronaves. Eletricamente disparada, hidraulicamente carregada, controlada eletronicamente pelo piloto, não tinha bipé, punho, e miras.
- M60D - Resumidamente, uma versão melhorada da M60B. Similar à M60C, só que não é controlada pelo piloto.
- M60E3 - Entrando por volta de 1986, esta versão "terrestre" melhorou muitos dos problemas iniciais da M60. Mais leve, seletor de tiro ambidextro, suporte para alças universal, punho posterior, entre outros. Devido às partes serem mais leves, nomeadamente o cano, não consegue manter fogo por tanto tempo e a arma degrada-se mais facilmente.
- M60E4 (Mk43 Mod 0/1) - Um modelo melhorado da década de 1990 que semelhante ao E3, possui melhoramentos internos. Não é considerada outra versão mas sim um melhoramento às versões anteriores, dado que também tem as variantes para montagem em veículos. Existem versões com vários comprimentos de cano, com carris para pôr dispositivos auxiliares, etc, e também é usado pela Marinha dos Estados Unidos (como o Mk 43 Mod 0/1). O Mk 43 Mod 1 é uma versão especializada com adições como carris extra para acessórios de montagem. Possui sub-variantes próprias, e também é usado pela Marinha dos Estados Unidos (como o Mk 43 Mod 0/1).
- M60E6: Uma versão simplificada e melhorada do M60E4.

### M60E6

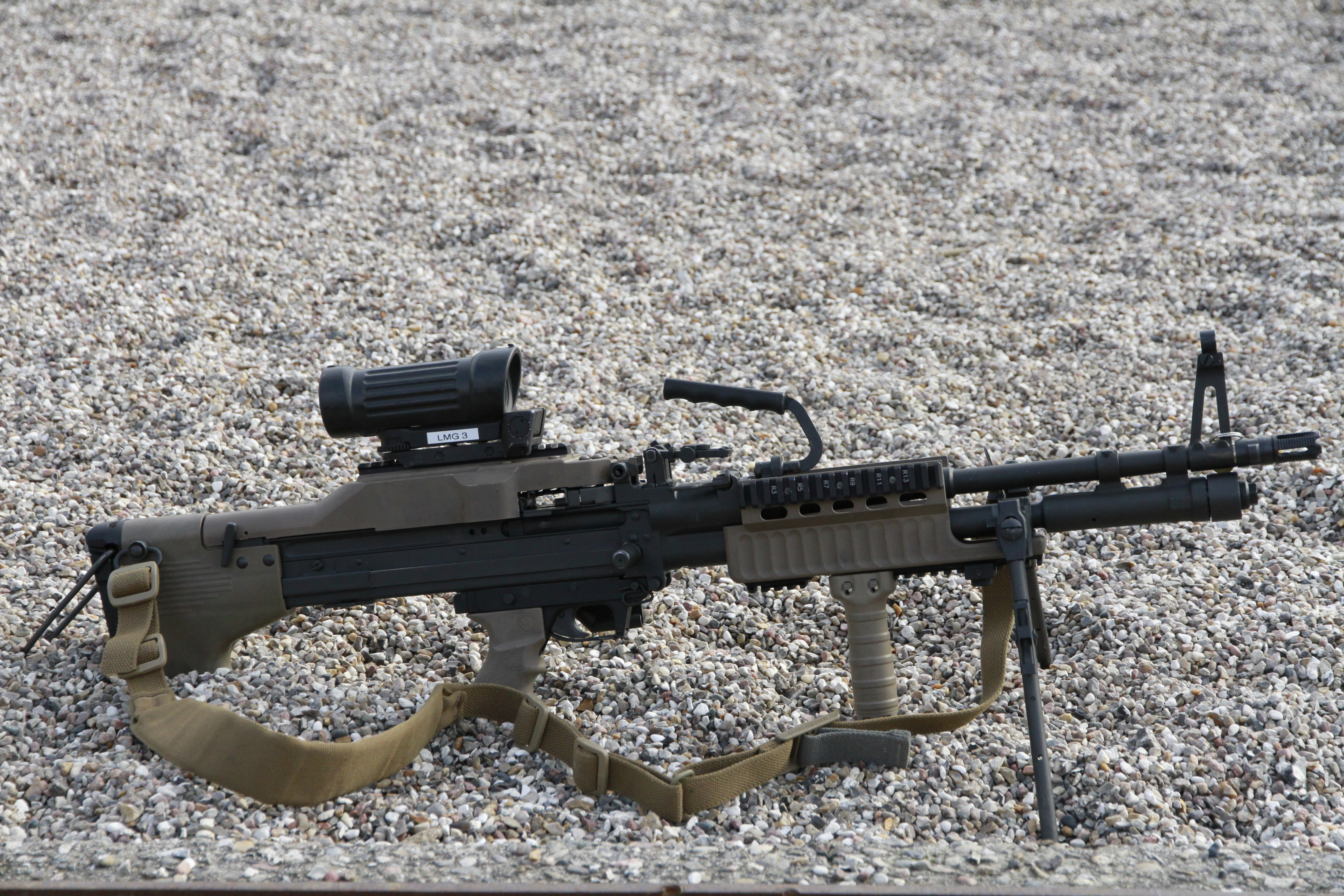
O M60E6 com a designação dinamarquesa LMG M/60

Uma melhoria no M60E4, o M60E6 ganhou o programa de substituição do GPMG do exército dinamarquês para substituir o M / 62 em março de 2014 contra o HK121 . O peso foi reduzido para 9,27 kg (20,4 lb), 3 kg (6,6 lb) mais leve que o M / 62. A taxa de fogo mais lenta da arma de 550 disparos por minuto é significativamente menor do que a de M / 62 por minuto, mas permite maior controle, maior precisão, mais conservação de munição, posições de disparo mais versáteis e menor risco de danos colaterais De perder o controle durante o tiro. Mudanças no sistema ferroviário e no bipod foram feitas, e um número significativo de melhorias internas também aumentaram a confiabilidade.

## Versões civis
Uma série de versões semiautomáticas para o mercado civil foram produzidos nos Estados Unidos. Os internos devem ser amplamente modificados para tornar essencialmente impossível convertê-los em armas totalmente automáticas. Se o projeto for aprovado pelo Departamento de Álcool, Tabaco, Armas de Fogo e Explosivos (em inglês; BATFE) dos Estados Unidos, eles são tratados como fuzis semiautomáticos alimentados por cinto; no entanto, os regulamentos estaduais e locais ainda se aplicam.
A companhia U.S. Ordnance é a atual fabricante autorizada pela Saco para produzir partes "mil-spec" de M60s e M60 . No entanto, U.S. Ordnance havia suspendido suas vendas civis semiautomáticas até 2006 porque sua capacidade de produção é necessária para as ordens do governo. A empresa havia cobrado US $8000 para um novo  M60 semiautomático.
A companhia Desert Ordnance é uma fabricante atual de partes do M60s e M60 . A empresa cobra entre US $13.000 a US $14.000 por um M60 semiautomático novo, dependendo do modelo.
Há uma variedade de modelos M60, alguns que foram atualizados para a atual configuração M60E4, também no mercado, mas eles são fortemente regulamentados e restritos pelo NFA National Firearms Act, e eles custam mais de US $40.000, com alguns modelos, tais como como um Maremont/SACO atualizado para a configuração M60E6 custando tanto quanto $65.000.

## Usuários

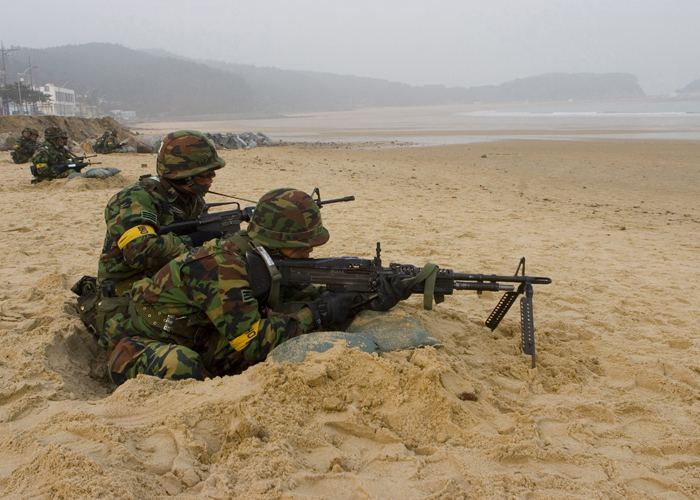
Soldados da República da Coreia com uma M60 conduta de desembarque combinado com anfíbio durante Foal Eagle 07.

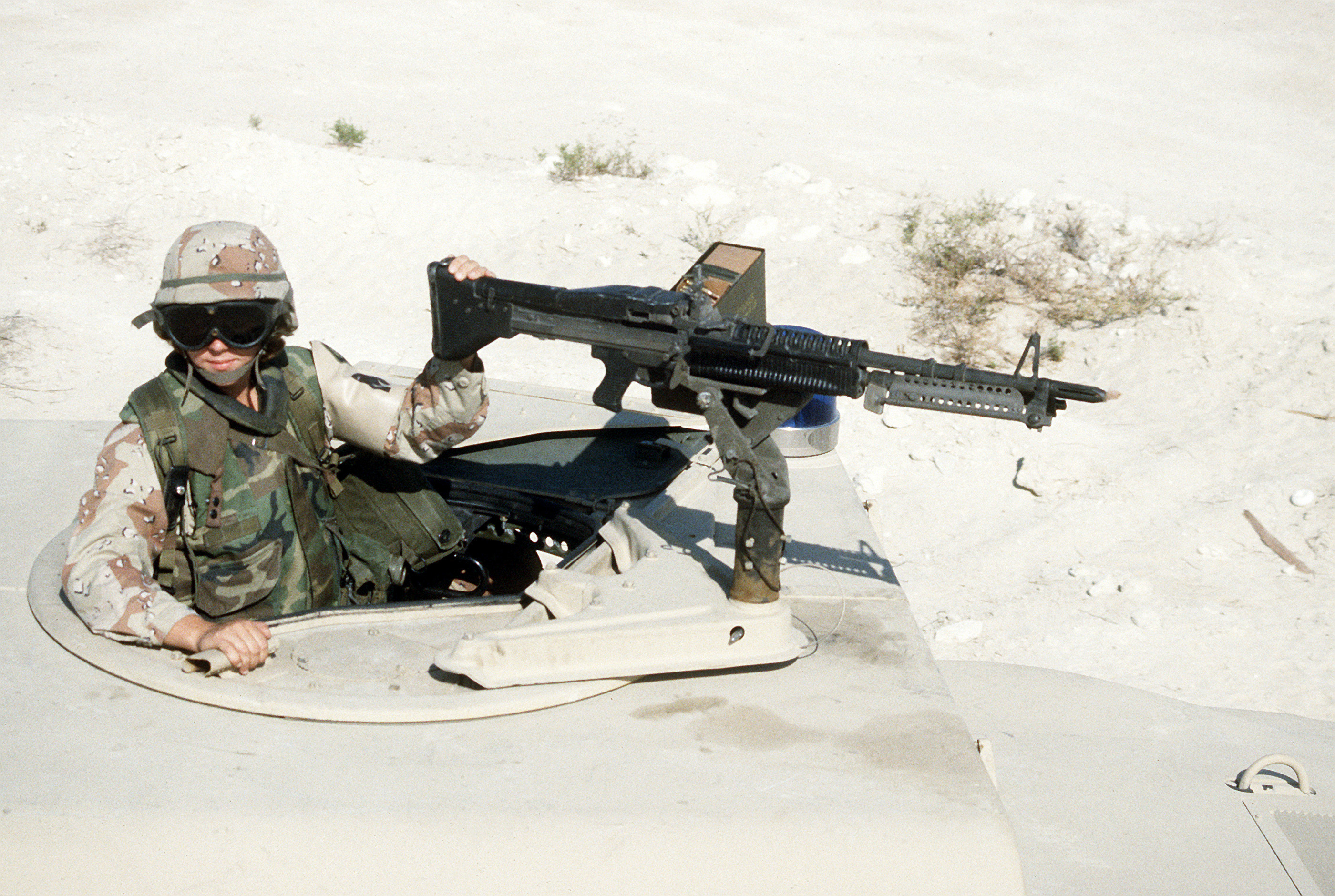
Um M60 em um veículo blindado.

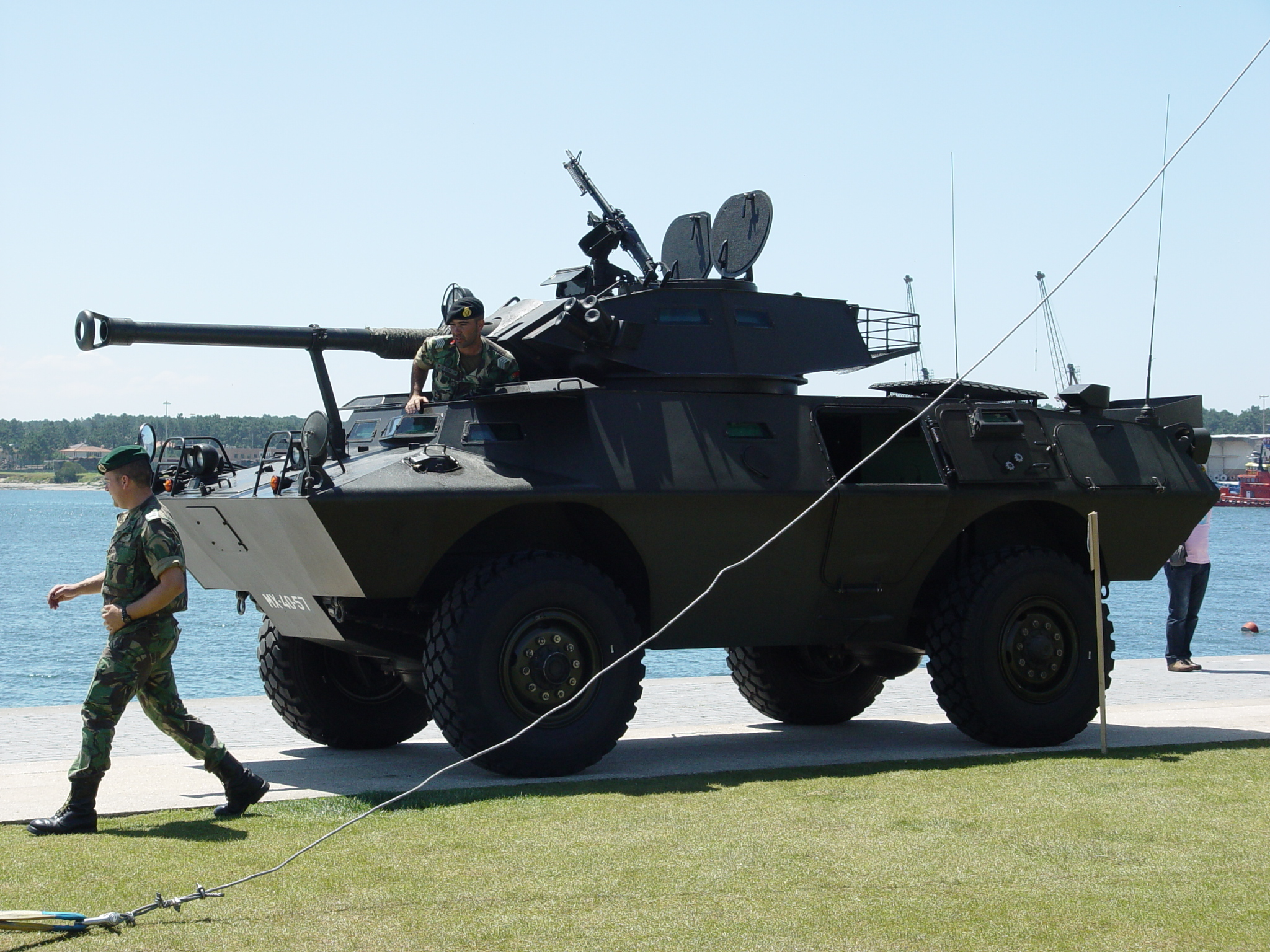
Comando V-150 do Exército Português armado com um M60D.

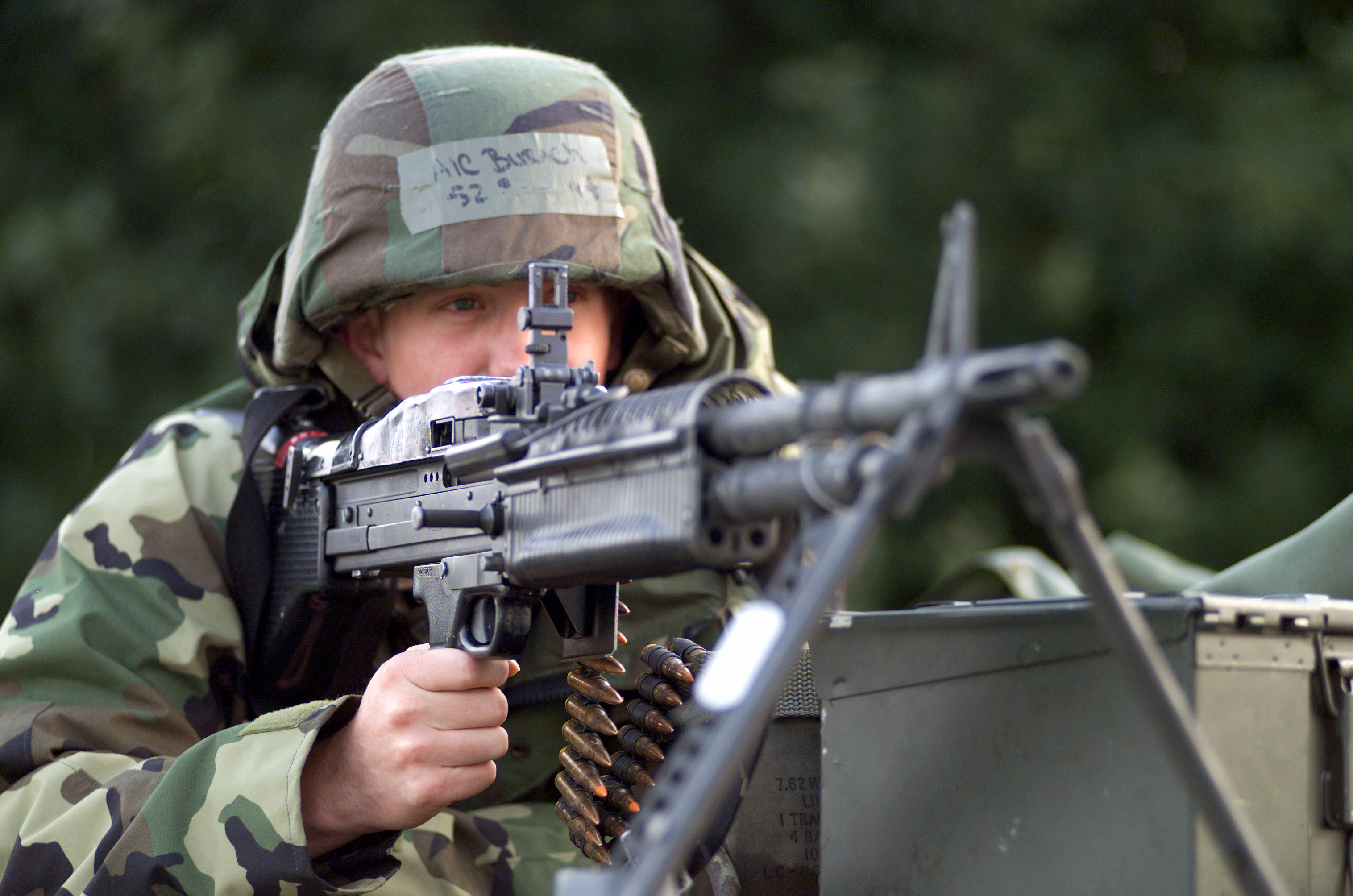
Aviador com M60, atribuído ao 52º Esquadrão das Forças de Segurança (SFS), na Base Aérea de Spangdahlem (AB), Alemanha

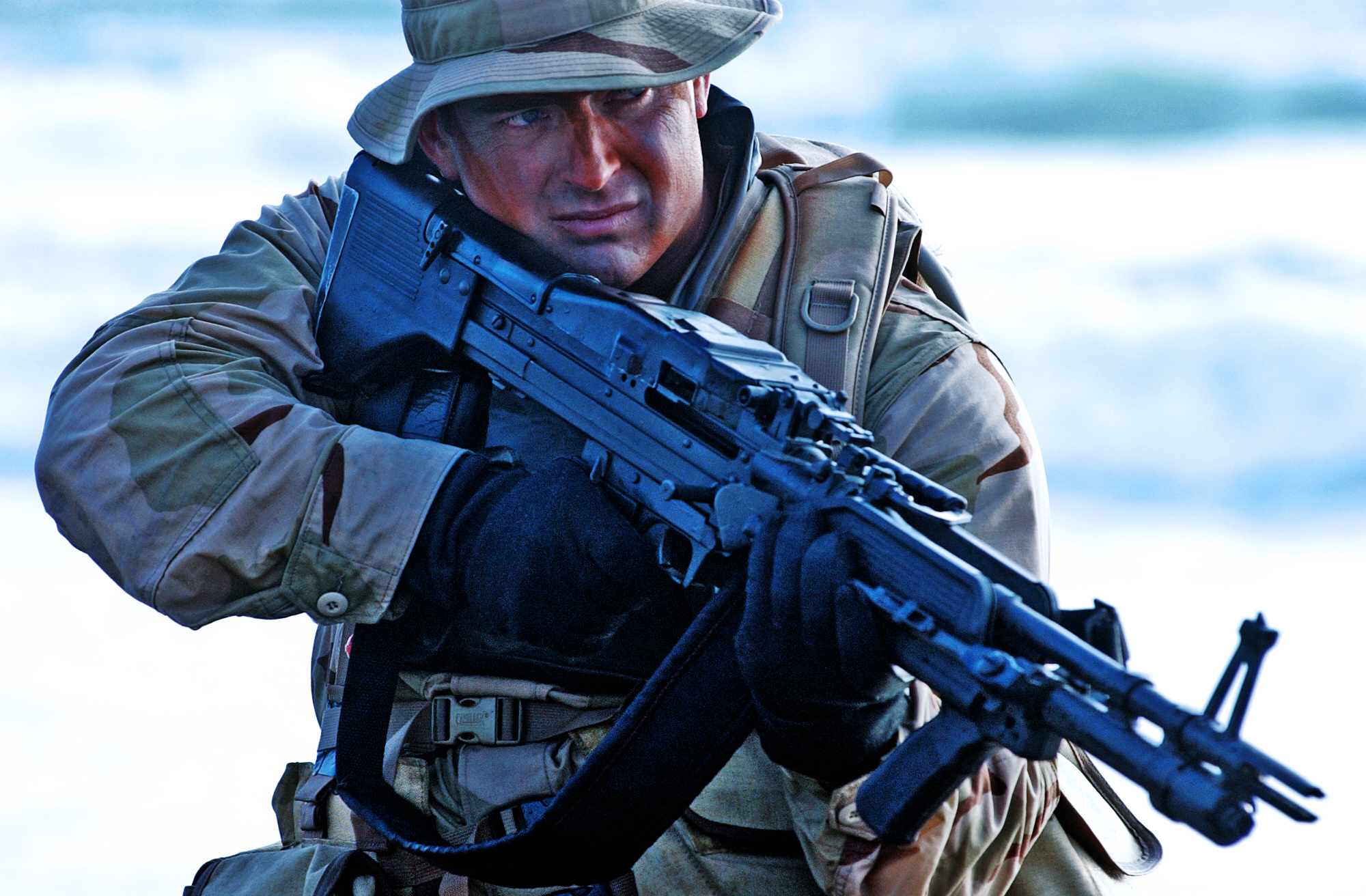
Um Navy SEAL americano com sua M60.

- Austrália:[5] Substituído pela FN Minimi (função leve) e FN MAG (função de finalidade geral).
- Bolívia[6]
- Bósnia e Herzegovina[6]
- Brasil[6]
- Camboja[7]
- Chéquia: O M60E4 é usado em pequenos números por unidades especializadas do Exército Checo.[8] Sabido para ser usado pelo 601º grupo das forças especiais em 2006 para substituir o UK-59L.[9]
- Chile[6]
- Colômbia[6]
- Costa Rica[6]
- República Democrática do Congo[6]
- Dinamarca: A partir de 2015, o Exército dinamarquês receberá mais de 600 M60E6.[2]
- República Dominicana[6]
- El Salvador[10]
- Egito
- Fiji[6]
- Gana[11]
- Grécia[6]
- Haiti[6]
- Honduras[6]
- Itália[12]
- Indonésia[6]
- Jordânia[6]
- Líbano[13]
- Libéria[6]
- Lituânia: Recebeu uma concessão de 75 M60s em 2002 dos EUA "Agência de Logística de Defesa".[14]
- Luxemburgo:[15] Em serviço 1957-1972; substituído por FN MAG.
- Malásia: M60E3 é usado pelo Exército da Malásia Grupo Gerak Khas.[16]
- Marrocos[6]
- Países Baixos[carece de fontes?]
- Nicarágua[6]
- Panamá[6]
- Papua Nova Guiné[17]
- Peru[6]
- Filipinas[6]
- Polônia: Marinha polonesa: Número limitado foram adquiridos junto com a Classe Oliver Hazard Perry.[carece de fontes?]
- Portugal: Exército Português usa M60E e D montado no Comando V-150.[18]
- República da Coreia:[5] Produzido sob licença desde 1974.[19]
- São Vicente e Granadinas[6]
- Senegal: Recebeu uma concessão de 2.500 M60s em 2002 da "Agência de Logística de Defesa" dos EUA.[14]
- Sudão[6]
- Taiwan: Produzido localmente.[5][20]
- Tailândia[6]
- Trinidad e Tobago[6]
- Tunísia[6]
- Turquia[21]
- Uganda[6]
- Reino Unido: Usado pela  Royal Air Force; montado na Chinook.[22]
- Estados Unidos: Usado pela  Exército dos EUA[23] e os US Navy SEALs.[24]
- Venezuela[6]
- Vietnã: Usado pela PAVN.[25]